# Capasa chlorophora
Capasa chlorophora là một loài bướm đêm trong họ Geometridae.